# مارسيل ديلغادو
مارسيل ديلغادو (بالإسبانية: Marcel Delgado)‏ هو رسام مكسيكي، ولد في 16 يناير 1901، وتوفي في 26 نوفمبر 1976.

## وصلات خارجية
- مارسيل ديلغادو على موقع IMDb (الإنجليزية)
- مارسيل ديلغادو على موقع قاعدة بيانات الفيلم (الإنجليزية)